# USS Pigeon (1973)
De USS Pigeon (ASR-21) was het eerste schip van haar klasse van onderzeeboot reddingsschepen. Het was het eerste schip speciaal voor deze rol ontworpen, andere schepen voor deze taak waren aanpassingen op bestaande schepen. Ze had een zusterschip de USS Ortolan (ASR-22). 

## Beschrijving
USS Pigeon was de eerste zeegaande catamaran gebouwd voor de Amerikaanse marine sinds Robert Fultons oorlogsschip Demologus, na zijn dood hernoemd tot Fulton, uit 1812 die ook twee rompen had.
USS Pigeon kon grootschalige reddingsoperatie verrichten waarbij overlevenden uit een gezonken onderzeeboot werden gehaald. De twee rompen gaf het schip stabiliteit voor het werk in diep water en bood tevens voldoende werkruimte aan dek. Ze kon twee reddingsonderzeeboten meenemen aan dek. 
USS Pigeon had een dynamic positioning systeem dat automatisch de positie  van het schip constant hield tijdens een reddingsoperaties. Het schip bleef zo precies boven de gehavende onderzeeër. Het controlecentrum had een driedimensionaal sonarsysteem om de reddingsvaartuigen continu te volgen. Tijdens reddingsoperaties diende het schip als een drijvende commandopost met gespecialiseerde communicatieapparatuur voor het onderhouden van contacten van de gehavende onderzeeër en alle andere vaartuigen en vliegtuigen.
Beide schepen zijn begin 90-jaren uit dienst gesteld. Ze zijn lange tijd in reserve gehouden, maar ze zijn allebei rond 2012 gesloopt in Brownsville in de staat Texas.